# کومی نمی‌تواند صحبت کند
کومی نمی‌تواند صحبت کند (به انگلیسی: Komi Can't Communicate) Komi-san wa, Komyushō desu. (ژاپنی: 古見さんは、コミュ症です。) یک مجموعه مانگای ژاپنی است که توسط توموهیتو اُودا نوشته و تصویرسازی شده‌است. از مه ۲۰۱۶ توسط انتشارات شوگاکوکان در هفته‌نامه شونن ساندی به صورت سریالی به چاپ رسیده و تا ژوئیه ۲۰۲۳ فصل‌های آن در سی جلد تانکوبون جمع‌آوری شده‌است. این مجموعه در غرب تحت مجوز ویز مدیا منتشر می‌شود. یک مجموعه تلویزیونی لایو اکشن که از این اثر اقتباس شده، در سپتامبر ۲۰۲۱ به نمایش درآمد. مجموعه تلویزیونی انیمه اقتباسی ساخته استودیو اوال‌ام از اکتبر تا دسامبر ۲۰۲۱ و فصل دوم از آپریل تا ژوئن ۲۰۲۲ پخش شد.
این مجموعه در یک نظرسنجی در سال ۲۰۲۰، در بخش «بیشترین اثر درخواست شده جهت دریافت اقتباس انیمه» رتبه اول را کسب کرد.

## داستان
در اولین روز حضور در دبیرستان خصوصی ایتان، شوکو کومی به دلیل زیبایی بسیار، محبوبیت زیادی کسب می‌کند. هیتوهیتو تادانو، یک دانش آموز بسیار معمولی که در کنار او می‌نشیند، متوجه می‌شود که کومی در برقراری ارتباط و صحبت کردن با دیگران مشکل جدی دارد. تادانو برای کمک به مشکل کومی، تصمیم می گیرد تا با هم ۱۰۰ دوست  پیدا کنند.